# Pantomimă

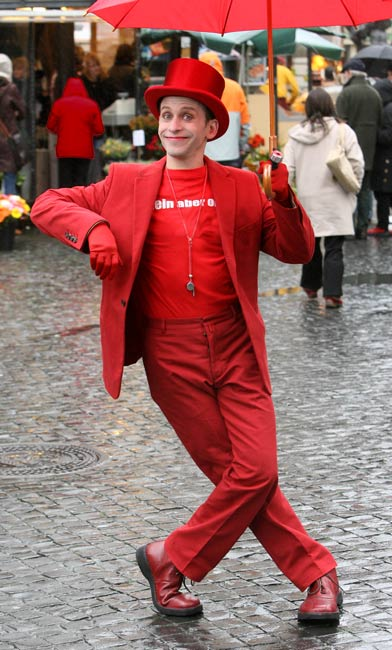
Pantomime Pablo Zibes

Pantomima este o latură a teatrului. Este un teatru mut, în care acțiunea este prezentată doar cu ajutorul mișcărilor scenice și al mimicii. Poate avea și un background muzical.
În general pantomima nu  se mai întrebuințează des pe scenele teatrelor, cu excepția acelor teatre specializate în acest domeniu și de asemenea a anumitor festivaluri axate pe acest gen teatral.
Pantomima este bazată mai mult pe simboluri și sugestii, deoarece nu se folosesc replici, decât mișcări care sugerează anumite dorințe, senzații și idei. Pantomima poate reprezenta o soluție pentru actorii amatori, care vor să se afirme într-un mod plăcut și ușor de acceptat de public, fiind ajutați desigur de regizori pe măsură.
Pantomima reprezintă o altă formă a teatrului, un anumit fel de teatru mai ușor de înțeles și interpretat.